# Benjamín Rivera
Benjamín Rivera (né le 31 mars 1967) est un auteur-compositeur-interprète chrétien portoricain. Il compte plus de 15 albums sortis au cours d'une carrière de plus de 25 ans. Il a enregistré trois albums en tant que leader du groupe La Tribu de Benjamín. Ses chansons les plus connues sont Dios es amor et Días mejores.

## Biographie
Benjamín Rivera est né le 31 mars 1967 à Porto Rico, dans une famille chrétienne composée de Don Benjamín Rivera, Doña María Indart et de ses trois frères et sœurs : Ida, Mike et Ismael. En 1985, il rejoint le ministère de la musique et sort son premier album : El me dio música,. En 1997, il signe avec Vida Music International, avec qui il enregistre l'album Capaz de todo. L'album est bien accueilli et nomlé pour les prix Lara et Tu Música à San Juan.
En 1998, Benjamín forme un groupe qui s'appellera La Tribu de Benjamín. Il se compose de Benjamín (réalisateur et chanteur), de ses frères Mike (producteur de musique et pianiste) et Ismael (batterie) et de son beau-frère Wiso Aponte (guitariste). La même année, ils signent avec Cayman Records et produisent un CD interactif : La Tribu de Benjamín. Des chansons telles que Polos opuestos et Dios es así sont en tête des hit-parades de plusieurs stations de radio latino-américaines. Un an plus tard, ils enregistrent l'album 100 % Free, dans un style plus rock. En 2001, ils reçoivent le prix de l'album de l'année et quatre autres prix lors de la cérémonie des prix Viva au Guatemala. En 2002, La Tribu signe avec le label One Voice et produit le premier album acoustique de musique chrétienne espagnole, LTB Unplugged (2001 sur CD/DVD). En 2003, le groupe se sépare en raison de la reconnaissance et de l'emploi du temps chargé de chacun de ses membres, qui décident de poursuivre leur carrière chacun de leur côté.
Benjamín présente son album solo Días mejores, produit par Wiso Aponte et Bob St. John, lauréat d'un Grammy, sur lequel il enregistre la vidéo de la chanson Días mejores à Saint-Pétersbourg, en Russie. Cet album l'amène à visiter des pays européens tels que l'Angleterre, la Belgique, la Suède, la Finlande et l'Espagne, entre autres. Cela lui ouvre également les portes de programmes télévisés tels que Despierta América sur Univision et Rojo fama contrafama au Paraguay. Après trois ans de silence et un travail ardu qui lui a pris un an à produire et à arranger, il sort son trentième album intitulé Cambia tu historia le 8 mai 2007,, avec Julissa et Juan Ramón. L'un des premiers titres promotionnels est le clip vidéo de Dios es amor, tourné à Santiago au Chili.
Il sort son troisième album solo, Fe hecha canción, en août 2008. L'album a été produit à Nashville, aux États-Unis, avec la collaboration, pour la composition, de Cristian Gastoú, Juan Carlos Rodríguez, Lenny Salcedo de Juanpa y Lenny, Natanael Cabreras et Pedro Miguel. L'album atteint le sommet des charts dans les stations de radio américaines. En 2009, Benjamín présente la vidéo de la chanson Fe, tournée à Southwest Ranches, en Floride, le 22 novembre, sous la direction de Cristian Márquez.
En 2010, il consolide ses 25 ans de musique et conclut un accord avec Triunfo 96.9 FM à Porto Rico pour une tournée de 25 concerts. Lors de cette tournée, il retrouve La Tribu de Benjamín.

## Discographie
- 1985 : Él me dio música
- 1987 : Te has olvidado de Mí
- 1990 : Tú puedes
- 1992 : Benjamín Rivera en vivo (album live)
- 1993 : Herencia
- 1995 : 10 años de júbilo (album live)
- 1997 : Capaz de todo
- 1998 : La Tribu de Benjamín
- 1999 : 100 % Free
- 2001 : LTB Unplugged
- 2003 : Días mejores
- 2006 : Doble porción
- 2007 : Cambia tu historia
- 2008 : Fe hecha canción

## Distinctions
| Année | Prix         | Catégorie                    | Travail nommé    | Résultat   |
| ----- | ------------ | ---------------------------- | ---------------- | ---------- |
| 2009  | Premios Arpa | Compositeur de l'année       | Mi fe            | Nomination |
| 2009  | Premios Arpa | Meilleur album d'un chanteur | Fe hecha canción | Nomination |